# Terrible adversaire
Pour plus de détails, voir Fiche technique et Distribution.
Terrible adversaire (Reggie Mixes In) est un film américain réalisé par Christy Cabanne et sorti en 1916.

## Fiche technique
- Titre original : Reggie Mixes In
- Titre français : Terrible adversaire
- Réalisation : Christy Cabanne
- Scénario : Robert M. Baker  et Roy Somerville
- Photographie : William Fildew
- Société de production : Fine Arts Film Company
- Société de distribution : Triangle Film Corporation
- Pays de production :  États-Unis
- Langue originale : anglais
- Format : noir et blanc — 35 mm — 1,33:1 — Film muet
- Durée : 50 minutes (5 bobines)
- Dates de sortie :
  - États-Unis : 11 juin 1916
- Licence : domaine public

## Distribution
- Douglas Fairbanks
- Bessie Love
- Joseph Singleton
- William Lowery
- Wilbur Higby
- Frank Bennett
- Allan Sears (en)
- Alma Rubens